# Will It Blend?
『Will It Blend?』（ウィル・イット・ブレンド）は、アメリカ合衆国ユタ州のBlendtec社が発売するブレンダー「Total blender」の動画コマーシャルシリーズのタイトルである。日本ではミキシング博士と呼ばれている。
インパクトのある映像と何でも容赦なくブレンドするコマーシャルのコンセプトが人気を呼んだ。イベント会場でのライブ映像や番外編等も含めて、動画投稿サイト等で閲覧可能である。

## 内容
Blendtec社の創設者 トーマス・ディクソン（Tom Dickson）が軽妙なトークとともに様々な品物（主に生活雑貨）を自社製品のブレンダー「Total blender」に投入し、実際に粉砕してみせることで製品の強度、そしてミキサーの性能を宣伝する。
毎回ディクソンの決め台詞「Will it blend? That is the question.（ブレンドできるのか? そこが問題だ）」とともに始まり、軽快なオープニング音楽が流れる。次に、ディクソンがトークをしながら机の上に並べられた様々な品物を次々とブレンダーに投入していく。ブレンダーに入れるものは、電球や携帯電話など普通ブレンダーには投入しないような物である場合が多い。食品であっても、容器や皮・殻ごと入れたりする。いよいよディクソンがブレンダーのスイッチを入れ、蓋を押さえながら品物を粉砕する様子が流れる（しばしば満足げな笑みを浮かべてカメラを見つめる）。このとき、下に「Do not try this at home!（家庭ではマネしないで!）」などと表示される。原型がなくなるほど十分粉々になると、ディクソンが蓋を取って「○○ smoke. Don't breathe this.」（○○の煙だ。吸っちゃダメ）などと言いつつブレンダーのカップを取り外し、逆さにして中身を空ける。たまにジョージなる人物が現れ、完成品を試食させられたりすることもある。最後は「Yes, it blends!（うん、ブレンドできる!）」と締めくくられる。
稀にコーヒー豆や氷などごく普通の食物をブレンドすることがある（下に注意書きも表示されない）。こういった場合ディクソンはつまらなさそうな様子を見せ、トークのテンションも低い。
また、変わった例としてはクレジットカード編があり、この場合は｢通常ブレンドしないモノ｣であるにもかかわらず、注意書きの部分が｢Please,try this at home!(是非おうちで試してくださいね!)｣となっている。

## 今までにブレンドしたもの
- 家電・IT機器等の電気製品類 - 話題の新製品が多い。特にApple製品は発売から僅かな間でブレンドされる。
  - 携帯電話 - 特に注目度が高い製品が選定される。
    - iPhone
      - iPhone 3G - 本人は旧iPhoneと間違えたと発言。
      - iPhone 4 - テスト機が流出した事件などをネタにした小芝居を織り交ぜている。
      - iPhone 4S
      - iPhone 5 - サムスン電子のGalaxy S3と同時にブレンドされる。
      - iPhone 5sとiPhone 5c
      - iPhone 6 PlusとGalaxy Note 3
      - iPhone SE
      - iPhone 7
      - iPhone X

    - 部下の携帯電話
    - プロレスラーの携帯電話
    - Nokia 3310
    - サムスン電子のSamsung Galaxy S4 Active（英語版）とホットコーヒーと砂とスパゲッティソース

  - オーディオ
    - カセットテープ
    - iPod - 新種が発売されてから数日でブレンドされる。

  - ゲーム機
    - Kinect
    - Wiiのコントローラ(Wiiリモコン、Wiiハンドル)
    - Halo 3
    - Halo 4とヘッドセット
    - ギターヒーローⅢのコントローラー - そのままでは入らなかったので、トーマスが机に叩きつけるなどして壊し、ネックの部分だけ入れた。
    - CoD:BO2とヘッドフォン

  - パソコン
    - Windows VistaほかPC関連小物とレッドブル(缶ごと)
    - Chromebook - そのままでは入らなかったので、トーマスが台座に叩きつけるなどして、折り曲げてから入れた。
    - iPad及びiPad 2 - そのままでは入らなかったので、トーマスが台座に叩きつけるなどして、二つに折り曲げてから入れた。
    - iPad mini - Kindle Fire HDとNexus 7と3つ同時に粉砕されるが、トーマスが台座に叩きつけるなどして、二つに折り曲げてから入れた。
    - GPSナビ

  - カメラ
    - ビデオカメラ - ソニー・ハンディカム
    - オリンパス製一眼レフデジタルカメラほかカメラ計3台+レンズ+ボイスレコーダー+絵画 →下記コラボレーション企画を参照

  - 電球
  - レーザーポインタ
  - ドイツ語の辞書のCD
  - グランド・セフト・オートIVのディスク
  - テレビ、DVDプレイヤー、ビデオデッキのリモコン
  - Vitamixのブレンダーの部品
  - Will It Blend?のブレンダー
  - Apple Watch
  - Amazon Echo
- スポーツ・レジャー用品
  - ゴルフクラブ
  - ゴルフボール
  - 野球ボール
  - フットボール
  - フットボールのティー
  - ホッケーのパック
  - たいまつ - 着火したまま
  - ケミカルライト
  - スキー板
  - ペイントボール
  - ナイキの靴
  - ビリヤードのキュー
- 文房具・日用品
  - ライター
"Do not try this at home"（真似しないでね）の字幕が、"Please, don't try this at home!"（どうか、絶対に真似しないでください！）になっている。
ちなみにこのビデオクリップがディスカバリーチャンネルの目に止まり、実際にライターをミキサーで粉砕して爆発する様子をハイスピードカメラで撮影する企画が共同制作された。
  - 目覚まし時計
  - 歯ブラシと歯磨き粉
  - 熊手
  - 巻尺
  - ペン
  - ネオジム磁石
  - ホース
  - 化粧品
  - はさみ
  - パンチ（打印器）
  - マネークリップ
  - 補聴器
  - ネンドロイダー（シリーパティー）
  - ラバーカップ(トイレのすっぽん)
  - トイレの部品
  - 舌ブラシ
  - スーパーグルー
  - LEDのソーラーランプ
  - マーカー
  - 自撮り棒
  - 車のスマートキー
- 玩具
  - トランスフォーマー
  - バービー人形 - 2体同時に
  - ビー玉
  - キュービックジルコニア
  - ミニカー - 53個を同時に
  - チャック・ノリスと複数の悪者の人形
  - ルービックキューブ
  - ラジコン
  - 日産・GT-Rとポルシェとフェラーリの模型
  - Minecraftと『アナと雪の女王』のエルサの人形
  - アベンジャーズ関連商品
  - ジャー・ジャー・ビンクスの人形
  - ポケモンのフィギュア - ポケモンGO関連
  - マンダロリアン
- 食品
  - コカコーラ - 缶ごと
  - コカコーラ（中身）とチキン（略してコークチキン）
  - ボトル飲料
  - チキンスープ
  - 氷
  - コーヒー豆
  - 砂糖
  - カキ - 殻ごと
  - アボカド
  - ティラピア
  - マクドナルドのビッグマックとポテトとミルクセーキ - 梱包容器含まず
  - スパムと卵3個 - 缶のまま
  - 豚足
  - トマトスープ - 缶のまま
  - 感謝祭のディナー
  - クリスマスのディナー
  - お祭りの食べ物
  - オールドスパイス
  - 唐揚とポテトチップス
  - 薔薇と飴とチョコレート
  - ウィーザーのCDと豚肉と豆類の缶詰
  - 映画のDVDとコカコーラとポップコーン
  - ヨガのDVDと豆腐とアイスクリーム
  - ソーダ（缶ごと）とマカロニチーズとジンガーとコーンフレークとパスタ（Fit 2 Fat 2 Fit）
  - スナック菓子とライター6個
- その他
  - 大理石の彫刻
  - トーマス・ディクソン写真集
  - ブブゼラ - ワールドカップ南アフリカ大会開催期間中
  - クレジットカード - 24枚を同時。前述の通り注意書きが変更されている。
  - "BETTER PAY FOR THE WRITER OF WILL IT BLEND!（ウィル・イット・ブレンドの放送作家により良い給料を!）"と書かれたプラカード。ハリウッドの脚本家たちのストライキの時期にそれを皮肉って製作された
  - ブリガムヤング大学関連商品
  - Twitter、Facebook、YouTube、RSSのロゴが印刷されたシート
  - ジャスティン・ビーバーのグッズ
  - 骸骨の模型
  - 民主党と共和党 - それぞれのマスコットであるゾウとロバをブレンダーに放り込んだ。
  - 『トワイライト〜初恋〜』のDVDと登場人物のフィギュア
  - ヒラリー・クリントンのEメール
  - 爆竹

など。
このほかにも多数の物（食品でない物も多数）がブレンドされている。

## コラボレーション企画
数多い作品群の中には、他社とのコラボレーション企画が存在する。例えば"Olympus Multimedia Blend"編ではオリンパス製デジタル一眼レフをはじめとしたカメラ類をブレンダーの中に投入してブレンドした結果、ブレンダーの中からE-P1が出てくるというムービーがある。